# Bergerseehütte
Die Bergerseehütte, auch Berger-See-Hütte, ist eine private Schutzhütte in der Lasörlinggruppe (Osttirol). Sie liegt auf 2181 m Höhe am kleinen Berger See.

## Geschichte
Anfang 1950 wurde die (alte) Bergerseehütte von Alois Unterwurzacher und einigen Prägratner Helfern errichtet. Diese erste Hütte bestand noch vorwiegend aus Stein und Lehm. Im Jahre 1956 wurde diese auch erstmals bewirtschaftet. Aus gesundheitlichen Problemen tausche Alois Unterwurzacher allerdings die Hütte gegen ein Haus in Prägraten. Der neue Besitzer war ein Verwandter von Alois Unterwurzacher, Johann Unterwurzacher. Durch die besonders profitablen 70er wurde 1972/73 eine neue Hütte vorwiegend aus Holz errichtet. Im Jahr der Eröffnung 1974 gab es auch einen großen Rückschlag, denn der Besitzer Alois Unterwurzacher verstarb vier Wochen vor der offiziellen Eröffnung. Somit wurde die Hütte für neun Jahre von einer Verwandten bewirtschaftet. 1984 wurde die Hütte von Alois Unterwurzachers Sohn und Tochter, Hansjörg und Monika Unterwurzacher, bewirtschaftet. Da aber ein Lawinenabgang den Gastraum beschädigt hatte, wurde die Hütte renoviert und mit neuen Sanitäranlagen, Schlafplätzen und einem kleinen Wasserkraftwerk mit einer Leistung von 25 kW ausgestattet.

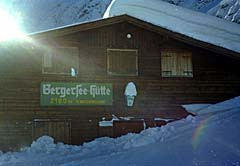
Die Bergerseehütte im Winter

In den Jahren 2010/11 erfolgte dann die nächste große Renovierung. Die gesamte Fassade der Hütte wurde gedämmt und neu verkleidet. Der Gastraum wurde umgestaltet und die Küche vergrößert. Zusätzlich wurde wegen gesetzlicher Vorschriften auch eine Kläranlage installiert.

## Aufstieg
- von Prägraten durch das Zopatnitzental in ca. 2 Stunden
- von Virgen über die Berger Alm (1840 m) in ca. 3 Stunden
- von Prägraten über die Lasnitzenalm (Muhs-Panoramaweg) (1900 m) in ca. 3 Stunden (eigentlich eher 4 bis 4,5 Stunden)[1]
- von Prägraten über das Wetterkreuz in ca. 2 Stunden

## Touren
- Lasörling
- Säule (2850 m)
- Berger Kogel (2656 m)
- Muhskopf (2500 m)

## Übergang zu anderen Hütten
- Lasörlinghütte über Berger Törl in ca. 3 Stunden
- Lasnitzenhütte über Muhs-Panoramaweg in ca. 2 Stunden
- Neue Reichenberger Hütte über Michltalscharte in ca. 5 Stunden